# Всесвітня конфедерація підводної діяльності

Система освіти в CMAS

Всесвітня конфедерація підводної діяльності (фр. Confédération Mondiale des Activités Subaquatiques, C.M.A.S.) — система міжнародних сертифікатів дайверів C.M.A.S. існує для того, щоб дозволити дайверам, навченим відповідно до стандартів C.M.A.S., підтвердити свою кваліфікацію в різних країнах всього світу, які входять до складу C.M.A.S.
Міжнародні сертифікати C.M.A.S. можуть бути отримані двома способами: Дайвер, який має кваліфікацію, присуджену національною Федерацією, що є членом Технічного Комітету C.M.A.S. і чия кваліфікація була визнана Технічним Комітетом, може отримати міжнародний сертифікат C.M.A.S., який буде визнаний як еквівалент національного посвідчення. У деяких країнах міжнародний сертифікат C.M.A.S. видаватиметься замість національного посвідчення.
Дайвер, який пройшов навчання в дайв-центрі або школі дайверів, які визнані C.M.A.S., має право отримати міжнародний сертифікат, відповідний його кваліфікації.

## Цілі міжнародної системи сертифікатів дайвера C.M.A.S
Призначення системи полягає в тому, що незалежно від того, де у світі дайвер пройшов навчання, він або вона матимуть можливість відвідати інші акваторії і бути прийнятим як дайвер із знаннями і досвідом, відповідними його кваліфікації. Міжнародні сертифікати C.M.A.S. є підтвердженням того, що їхній пред'явник отримав навчання мінімального обсягу, визначеного для кожного рівня сертифікату. Вони повинні бути допущені до занурень під воду до такого ступеня, який дозволяється власникам еквівалентних національних посвідчень.
Метою системи C.M.A.S. не є отримання власником міжнародного сертифікату C.M.A.S. еквівалентного національного посвідчення. Проте вони повинні бути прийняті для того, щоб навчатися на наступний, вищий рівень.
Принципи дії міжнародних сертифікатів інструкторів C.M.A.S. такі ж самі.

## Визначення рівнів дайверів і інструкторів C.M.A.S
Система складається з чотирьох рівнів кваліфікації дайверів і трьох рівнів кваліфікації інструкторів. Зростання компетентності і досвіду позначається збільшенням кількості зірок в сертифікаті і емблемі.

### Однозірковий дайвер
Це дайвер, навчений безпечно і правильно користуватися всім підводним спорядженням на відкритій воді і в спеціальній закритій тренувальній акваторії, і готовий до занурень на відкритій воді у супроводі досвідченого дайвера.

### Двозірковий дайвер
Це дайвер, що отримав деякий досвід занурень на відкритій воді, і який вважається готовим до парних занурень з дайвером свого або вищого рівня. Двозірковий дайвер може занурюватися з однозірковим дайвером на мілкій закритій воді.

### Тризірковий дайвер
Повністю навчений, досвідчений і відповідальний дайвер, який вважається компетентним для того, щоб керувати іншими дайверами будь-якого рівня на відкритій воді.

### Чотиризірковий дайвер
Це тризірковий дайвер, що досяг на підставі накопиченого досвіду більш, ніж середнього рівня знань і здібностей. Він достатньо компетентний в керівництві дайверами для вирішення головних цілей і завдань в підводних зануреннях.

### Однозірковий інструктор
Це тризірковий дайвер, що володіє знаннями техніки навчання дайвінгу, і у якого є практичні навички інструктора, він може вести і сертифікувати повний курс підготовки C.M.A.S. однозіркового дайвера.

### Двозірковий інструктор
Це досвідчений однозірковий інструктор, який має знання, навички і досвід, потрібні для того, щоб навчати групи дайверів в класі, басейні і на відкритій воді, а також допомагати в навчанні однозіркового інструктора. Він достатньо кваліфікований, щоб вести і сертифікувати всі рівні дайверів C.M.A.S. і всі рівні інструкторів вільного пірнання C.M.A.S.

### Тризірковий інструктор
Це цілком досвідчений двозірковий інструктор, який є компетентним для навчання всіх рівнів дайверів і інструкторів, який узяв на себе відповідальність за роботу дайверськіх шкіл і центрів, спеціалізованих курсів навчання і інших заходів.